# La Nuit des chimères
 (octobre 2021).

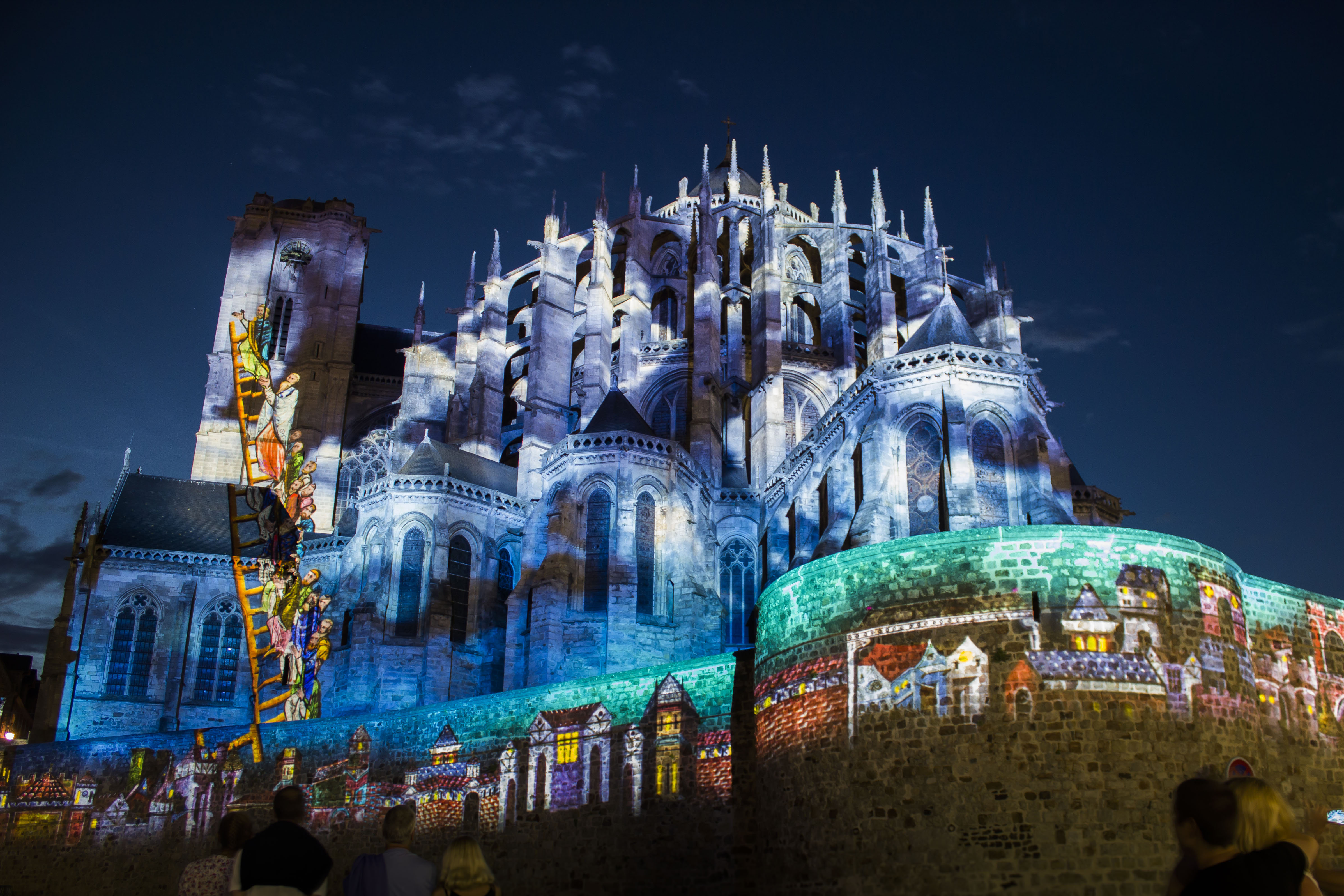
La Cathédrale Saint-Julien pendant la Nuit des chimères en 2015.

La Nuit des chimères est un événement culturel se déroulant chaque année dans la ville du Mans. Il s’agit de projections lumineuses artistiques ayant pour thème l’histoire du Mans, qui éclairent des lieux emblématiques de la vieille ville tous les soirs de juillet à septembre.

## Histoire

### Origines
La Nuit des chimères a lieu chaque année du mois de juillet jusqu’au mois de septembre dans la ville du Mans. Inspirée de la Fête des lumières de Lyon, la ville projette chaque soir, à partir de la tombée de la nuit et pendant deux heures, des animations en rapport avec l’histoire du Mans sur différents monuments de la ville.
La première Nuit des chimères a lieu en 2005 sous l’impulsion de Hélène Richard et Jean-Michel Quesne, fondateurs de la société Skertzò, une société française spécialisée dans les arts du spectacle vivant. Dès sa première année, la Nuit des chimères est un succès touristique puisqu’elle attire à peu près 150 000 personnes dans les rues de la Cité Plantagenêt. Le succès est à la hauteur de l’investissement qu’il a nécessité. En effet, le coût de l’investissement sur les deux premières années était de 1,4 million d’euros, dont 200 000 utilisés dans la communication.
Aujourd’hui la Nuit des chimères a dépassé ses propres ambitions. Originellement créée dans un simple but de divertissement artistique à l’aide de projections animées sur la muraille nord de la ville, elle s’étend aujourd’hui dans les rues du Vieux Mans, sur la cathédrale et d’autres représentations artistiques prennent vie dans les rues.

### Thèmes
Chaque année des animations, fresques, photographies et tableaux y sont projetés, certaines illuminations reviennent plusieurs années de suite. Cependant, en 2020 et 2021, les animations ont pris vie selon des thèmes bien précis. En 2020, à l’occasion des 120 ans de Saint-Exupéry, Le Petit Prince était mis à l’honneur sur certains sites, mais également des clichés des héros du confinement dans les arbres (animations par Nicolas Boutruche). En 2021, ce fut au tour de Jean de La Fontaine de voir ses œuvres mises en lumières dans les différents sites du parcours (animations par Nicolas Boutruche et Philippe Echaroux).

## Organisation

### Organisateurs
La ville du Mans organise l’événement chaque année depuis 2005. Différents artistes y participent et le rendent possible grâce à leur intervention.
Parmi ceux-là nous pouvons nommer Philippe Echaroux, Nicolas Boutruche ou encore Skertzò. Certaines projections sont fixes, d’autres animées et parfois, une bande sonore les accompagne.

### Déroulement
Les animations prennent vie durant les deux heures suivant la tombée de la nuit quotidiennement entre juillet et septembre. L’accès aux sites est totalement gratuit, ouvert à tous, et sans réservation.

## Lieux
Chaque année, huit sites de la ville sont illuminés dont la cathédrale Saint-Julien, le Musée de la Reine Bérengère, l'escalier du jet d'eau, l'enceinte romaine. Les lieux servant d’écran de projection pour les différentes animations sont la muraille, la cathédrale et les ruelles de la Cité Plantagenêt.